# Vladimir Platonov
Vladimir Petrovich Platonov (em bielorrusso:  Уладзімір Пятровіч Платонаў, Uladzimir Piatrovic Platonau; em russo:  Влади́мир Петро́вич Плато́нов, Vladimir Platonov; Viciebsk, República Socialista Soviética da Bielorrússia, 1 de dezembro de 1939) é um matemático soviético, bielorrussos e russo, especialista em geometria algébrica e topologia, membro da Academia de Ciências da Rússia.
Em 1992–2004 trabalhou em vários centros de pesquisa nos Estados Unidos, Canadá e Alemanha.

## Carreira acadêmica
Platonov obteve a graduação em 1961 na Universidade Estatal da Bielorrússia. Obteve em 1963 o grau de Candidato de Ciências (doutorado) na Academia Nacional de Ciências da Bielorrússia. Platonov obteve o grau de Doktor nauk (habilitação) na Academia de Ciências da Rússia em 1967. Aos 28 anos de idade foi professor pleno da Universidade Estatal da Bielorrússia, sendo assim o mais jovem professor pleno na história da Bielorrússia. Foi desde 1972 acadêmico da Academia Nacional de Ciências da Bielorrússia e seu presidente em 1987–1993. É acadêmico da Academia de Ciências da Rússia desde 1987.
Foi palestrante convidado do Congresso Internacional de Matemáticos em Vancouver (1974) e Helsinque (1978), e do Congresso Europeu de Matemática em Budapeste (1996).
É membro da Canadian Mathematical Society e foi de 1993 a 2001 professor da Faculdade de Matemática da Universidade de Waterloo em Waterloo, Canadá.
É autor, em parceria com Andrei Rapinchuk, do livro Algebraic Groups and Number Theory.
Trabalha atualmente como Chief Science Officer no Scientific Research Institute of System Development (NIISI RAN).

## Publicações selecionadas
- com Andrei Rapinchuk: Algebraic Groups and Number Theory, Academic Press 1993
- Das Tanaka–Artin Problem und reduzierte K-Theorie, Izv. Akad. Nauk SSSR,. Ser. Mat., Volume 40, 1976, p. 227–243 (em russo)
- com Fritz Grunewald: Rigidity results for groups with radical cohomology of finite groups and arithmeticity problems, Duke Math. J., Volume 100, 1999, p. 321–358
- New properties of arithmetic groups, Russian Math. Surveys, Volume 65, 2010, p. 951–975
- Rigidity for groups with radical, cohomology of finite groups, and arithmeticity problems, Russian Math. Surveys, Volume 54, 1999, p. 171–179
- com A.S. Rapinchuk: Algebraic groups and number theory, Russian Math. Surveys, Volume 47, 1992, p. 133–161
- The arithmetic theory of algebraic groups, Russian Math. Surveys, Volume 37, 1982, p. 1–62